# コマッキオ
コマッキオ（伊: Comacchio）は、イタリア共和国エミリア＝ロマーニャ州フェラーラ県にある、人口約22,000人の基礎自治体（コムーネ）。

## 地理

### 位置・広がり・地勢
アドリア海の海岸にある。

#### 隣接コムーネ
隣接するコムーネは以下の通り。括弧内のRAはラヴェンナ県所属を示す。
- アルジェンタ
- コディゴーロ
- ラゴザント
- オステッラート
- ポルトマッジョーレ
- ラヴェンナ (RA)

### 気候分類・地震分類
コマッキオにおけるイタリアの気候分類 (it) および度日は、zona E, 2400 GGである。
また、イタリアの地震リスク階級 (it) では、zona 3 (sismicità bassa) に分類される。
- Comacchio
- Trepponti
- 夜のTrepponti

## 行政

### 分離集落
コマッキオには以下の分離集落（フラツィオーネ）がある。
- Lido degli Estensi, Lido degli Scacchi, Lido delle Nazioni, Lido di Pomposa, Lido di Spina, Lido di Volano, Porto Garibaldi, San Giuseppe, Vaccolino, Volania, Le Valli

## 自然・環境
付近はポー川デルタ州立公園に指定されている。
市域には複数のラムサール条約登録湿地がある（イタリアのラムサール条約登録地一覧も参照）。一帯に塩生植物が多く生え、南部にレーノ川河口部の砂丘湖のサッカ・ディ・ベロッキオ（Sacca di Bellocchio、ラヴェンナ市域にまたがる）、ヴァッリ・ディ・コマッキオ（Valli residue del comprensorio di Comacchio、ラヴェンナ、アルジェンタ市域にまたがる）、北部に沿岸潟湖のヴァッレ・ベルトゥッツィ（Valle Bertuzzi）がある。

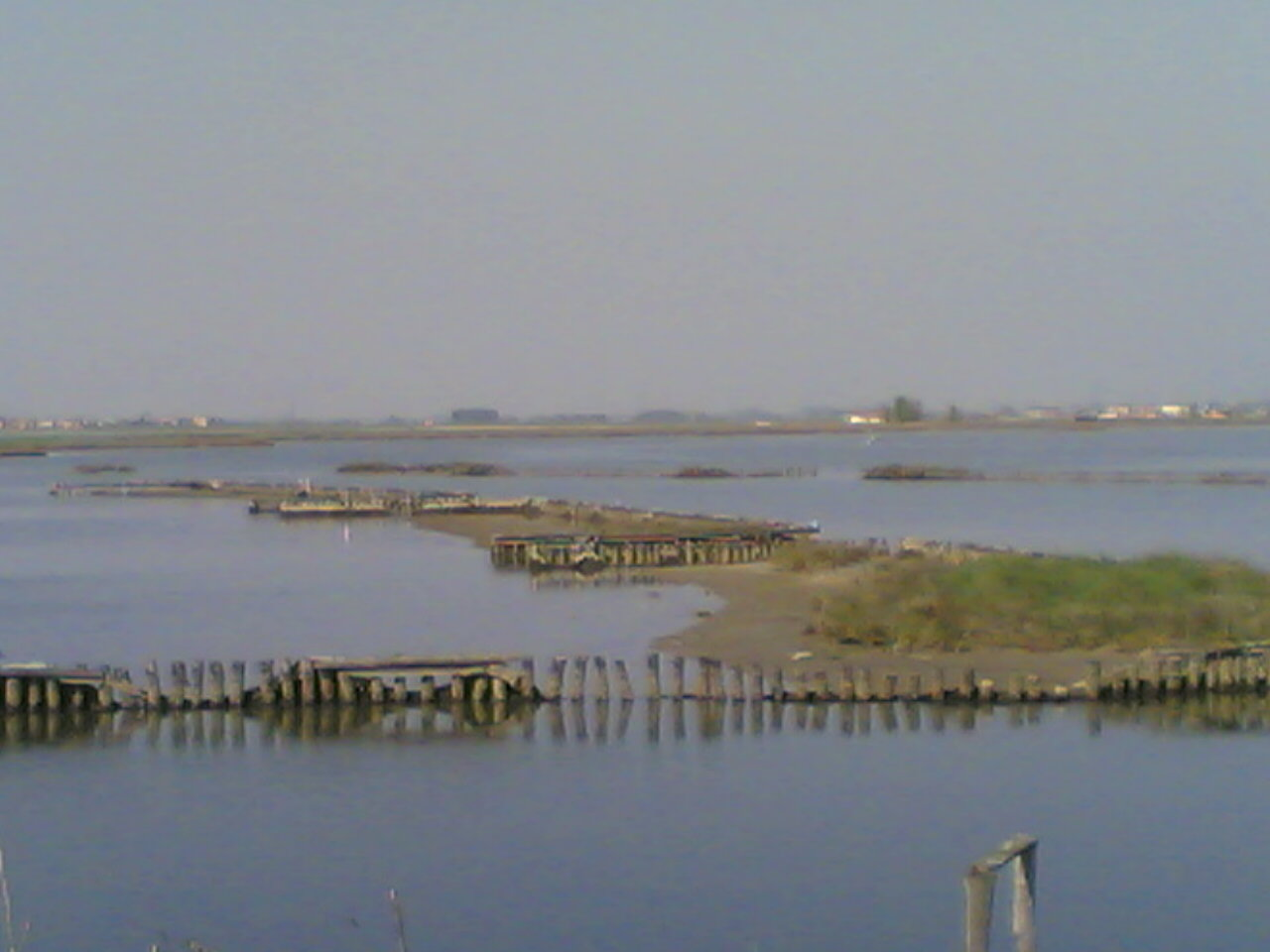
Valli di Comacchio